# Bloemenplein
Het Bloemenplein is een buurt in het stadsdeel Stratum in de stad Eindhoven, in de Nederlandse provincie Noord-Brabant. De wijk ligt ten zuidoosten van Eindhoven Centrum, binnen de ringweg. Op 1 januari 2023 telde de buurt 1.260 inwoners, verdeeld over 677 woningen, met een gemiddelde WOZ-waarde van € 306.000, op een oppervlakte van 0,13 km².
De buurt ligt in de wijk Oud-Stratum die bestaat uit de volgende buurten:
- Irisbuurt
- Rochusbuurt
- Elzent-Noord
- Tuindorp (Witte Dorp)
- Joriskwartier (Heistraat)
- Bloemenplein
- Looiakkers
- Elzent-Zuid

De buurt is vernoemd naar het gelijknamige plein in de buurt. De buurt wordt begrensd door de Aalsterweg, een deel van de Ringweg (Leostraat) en de Leenderweg.